# 涿郡
涿郡，中国古代的郡。

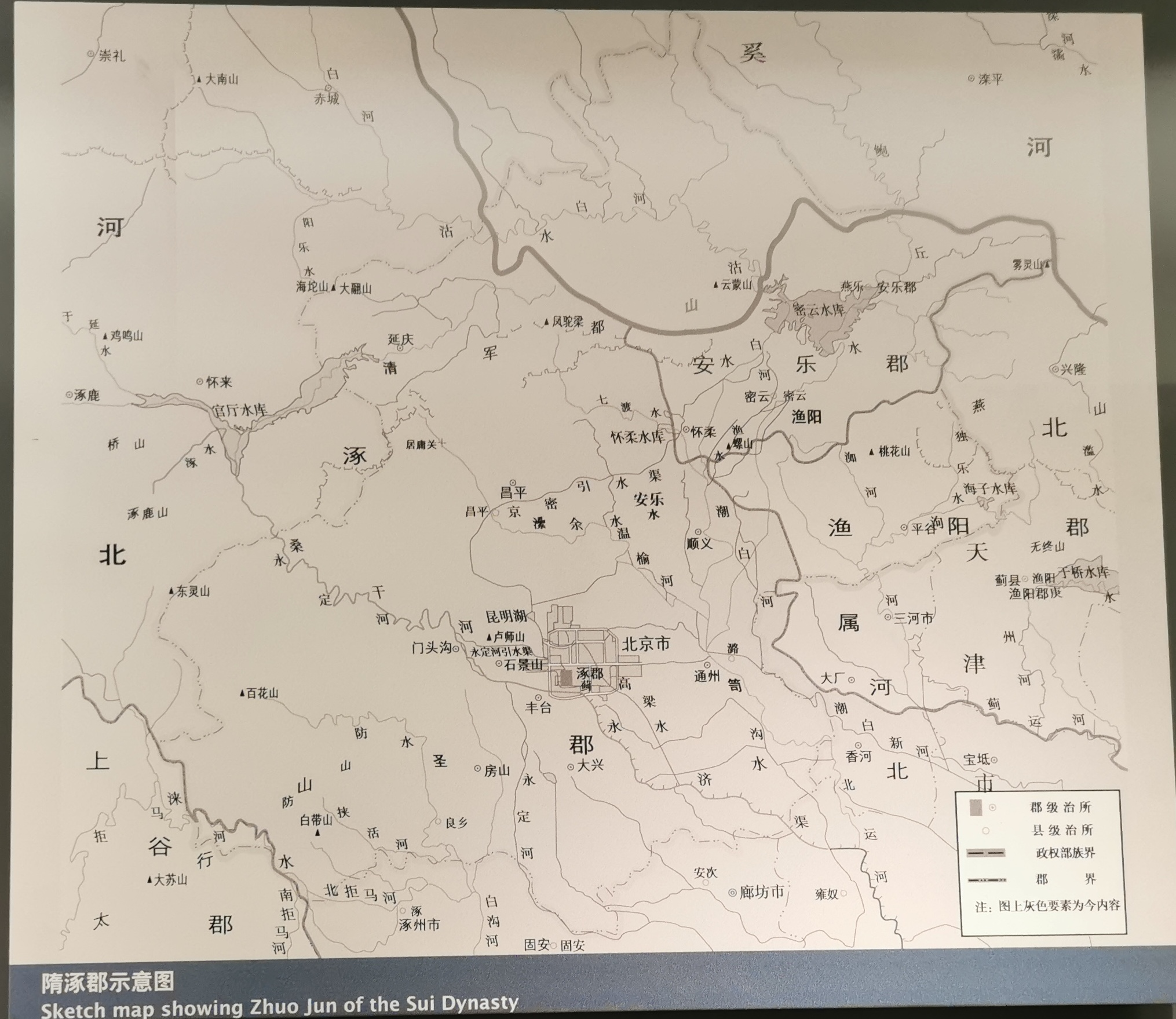
隋涿郡地圖

汉高祖置，治所在涿县（即今河北省涿州市）。辖境相当今天津市海河以北（ 北京）、河北省霸州市和北京市南部，蓟运河以西，赤城、涿鹿等县以东地区。西晋时改为范阳郡，属幽州。
另，隋炀帝时开永济渠，南达于河，北通至此，行郡县二级行政区划制将幽州改作“涿郡”并废除原属幽州的三个郡（含范阳郡），治蓟城。唐朝武德初年，复名幽州。